# Mission: Impossible
Mission: Impossible is een Amerikaanse televisieserie die tussen 1966 en 1973 werd uitgezonden door CBS. Van 1988 tot 1990 beleefde Mission: Impossible een revival en verscheen New Mission Impossible. De titelmuziek werd geschreven door Lalo Schifrin.

## Verhaal
Mission: Impossible gaat over een elitegroep van geheime agenten die bekendstaat onder de naam Impossible Missions Force (IMF). In het eerste seizoen staat het team onder leiding van Dan Briggs (Steven Hill), en daarna Jim Phelps (Peter Graves). Hun opdrachten omvatten onder andere het uitschakelen van dictators en criminele organisaties, het bevrijden van een gevangen buitenlandse diplomaat in een fictief communistisch land, of het onderscheppen van geheime documenten. De opdracht staat op een tape die zichzelf na afluistering vernietigt ("This recording will self-destruct in five seconds...").

## Rolverdeling
Mission: impossible (1966-1973)
- Peter Graves: James "Jim" Phelps (Seizoen 2 - 7)
- Steven Hill: Daniel "Dan" Briggs (Seizoen 1)
- Barbara Bain: Cinnamon Carter (Seizoen 1 - 3)
- Greg Morris: Barney Collier (Seizoen 1 - 7)
- Leonard Nimoy: Paris (Seizoen 4 - 5)
- Peter Lupus: Willy Armitage (Seizoen 1 - 7)
- Martin Landau: Rollin Hand (Seizoen 1 - 3)
- Lesley Ann Warren: Dana Lambert (Seizoen 4 en 5)
- Sam Elliott: Dr Doug Robert (Seizoen 5 en 6)
- Lynda Day George: Lisa Casey (Seizoen 6 - 7)
- Barbara Anderson: Mimi Davis (Seizoen 7)
- Bob Johnson: Stem op tape (Seizoen 1 - 7)

New Mission Impossible (1988-1990)
- Peter Graves: James "Jim" Phelps (Seizoen 1 - 2)
- Antony Hamilton: Max Harte (Seizoen 1 - 2)
- Phil Morris: Grant Collier (Seizoen 1 - 2)
- Thaao Penghlis: Nicholas Black (Seizoen 1 - 2)
- Terry Markwell: Casey Randall (Seizoen 1)
- Jane Badler: Shanon Reed (Seizoen 1 - 2)
- Bob Johnson: Stem op tape (Seizoen 1 - 2)